# 漢森山 (瑪麗伯德地)
漢森山（英語：Mount Hanson）是南極洲的山峰，位於瑪麗伯德地，處於支持黨山東南面2公里，海拔高度800米，在1929年12月由美國探險隊發現，現時由南極條約體系管理。